# Inazuma Eleven (franquícia)
Inazuma Eleven (イナズマイレブン, Inazuma Irebun, 'Onze Llampecs') és una franquícia creada per l'empresa japonesa Level-5. La sèrie se centra en la història d'un equip de futbol escolar i combina elements de videojocs de rol amb partits de futbol i estratègia. El creador d'Inazuma Eleven és Akihiro Hino, dissenyador de videojocs i fundador de Level-5.

## Resum
La franquícia d'Inazuma Eleven es va originar amb el llançament del primer videojoc homònim el 2008 per a la consola Nintendo DS, una sèrie que ha venut més de 8 milions de còpies a tot el món el 2016. La seva popularitat ha propiciat una sèrie de manga i un seguit de sèries i pel·lícules animades de televisió. La història del primer videojoc comença amb en Mark Evans (Endou Mamoru en la versió original), un jove apassionat pel futbol que forma un equip escolar, el Raimon, amb l'objectiu de competir en àmbit nacional.

## Videojocs
Aquesta franquícia està principalment formada per videojocs, en els quals els jugadors prenen el control d'un protagonista i el seu equip per jugar a partits de futbol, a més d'explorar una narrativa. Cada lliurament introdueix nous personatges, tècniques especials i reptes. Ha abastat diverses consoles com la Nintendo DS, la Nintendo Wii o la Nintendo 3DS.

### Sèrie principal
- Inazuma Eleven (2008)
- Inazuma Eleven 2 (2009)
- Inazuma Eleven 3 (2010)
- Inazuma Eleven: Victory Road of Heroes (2023)[2][3]

### Trilogia Inazuma Eleven GO
- Inazuma Eleven GO (2011)
- Inazuma Eleven GO: Chrono Stone (2012)
- Inazuma Eleven GO: Galaxy (2013)

### Jocs derivats
- Inazuma Eleven Strikers
- Inazuma Eleven Strikers 2012 Xtreme
- Inazuma Eleven GO Strikers 2013
- Inazuma Eleven 1, 2, 3!! The Legend of Mamoru Endou
- Inazuma Eleven Everyday
- Inazuma Eleven Online[4]
- Inazuma Eleven Dash
- LINE Puzzle de Inazuma Eleven
- Inazuma Eleven SD[5]

## Anime
Inazuma Eleven ha estat adaptat a diverses sèries d'anime, coproduïdes per TV Tokyo i OLM. Les sèries s'han doblat en diferents llengües incloent-hi el català.

### Sèries
- Inazuma Eleven (anime)
- Inazuma Eleven GO (anime)
- Inazuma Eleven: Ares
- Inazuma Eleven: Orion no Kokuin

### Pel·lícules
- Inazuma Eleven: Saikyō Gundan Ōga Shūrai
- Inazuma Eleven GO: Kyūkyoku no Kizuna Gurifon
- Inazuma Eleven GO vs. Danboru Senki W
- Inazuma Eleven: Chō Jigen Dream Match

## Manga
- Inazuma Eleven (manga)
- Inazuma Eleven GO (manga)
- HonoSuto! ~Gouenji no Hitorigoto~